# 维隆库尔
维隆库尔（法語：Villoncourt，法語發音：[vilɔ̃kuʁ] ⓘ）是法国大東部大區孚日省的一个市镇，属于埃皮纳勒区。

## 地理
维隆库尔（48°15'46"N, 6°30'40"E）面积6.4 平方千米，位于法国大東部大區孚日省，该省份为法国东北部内陆省份，北起默兹省和默尔特-摩泽尔省，西接上马恩省，南至上索恩省和贝尔福地区省，东临上莱茵省和下莱茵省。
与维隆库尔接壤的市镇（或旧市镇、城区）包括：巴德梅尼勒欧布瓦、拜库尔、迪尼翁维尔、帕杜、塞克尔。

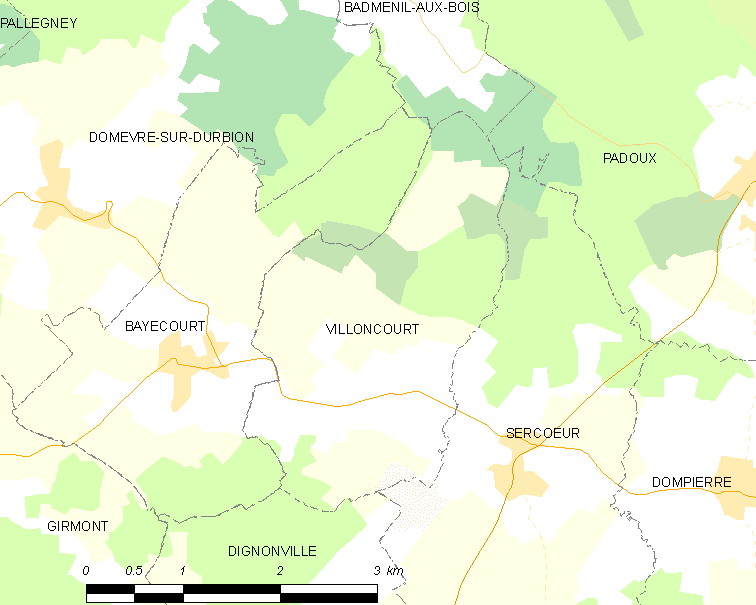
维隆库尔的OSM定位图

维隆库尔的时区为UTC+01:00、UTC+02:00（夏令时）。

## 行政
维隆库尔的邮政编码为88150，INSEE市镇编码为88509。

## 政治
维隆库尔所属的省级选区为布吕耶尔县。

## 人口

1962-2008年间维隆库尔人口变化图示

维隆库尔于2022年1月1日时的人口数量为100人。